# Ergativo
Il caso ergativo è il caso grammaticale che identifica il soggetto di un verbo transitivo nelle lingue ergative.
In queste lingue, l'ergativo è di solito un caso marcato, a differenza dell'assolutivo che non è marcato. I recenti sviluppi della teoria dei casi hanno supportato l'idea che l'ergativo identifichi l'agente di un'azione identificata dal verbo (Woolford, 2004).
Nel kalaallisut parlato in Groenlandia l'ergativo viene usato sia per marcare il soggetto di un verbo transitivo sia come possessivo.